# سو یه جی
سو یه جی (کره‌ای: 서예지؛ زادهٔ ۶ آوریل ۱۹۹۰) بازیگر اهل کره جنوبی است. او حرفه بازیگری خود را در سیتکام ستاره سیب‌زمینی ۲۰۱۳کیوآر۳ (۲۰۱۳) آغاز کرد. به دنبال آن نقش اصلی در خاطرات نگهبان شب (۲۰۱۴)، آخرین (۲۰۱۵) و مدرسه موریم (۲۰۱۶) ایفا کرد. از نقش‌های قابل‌توجه او می‌توان به مجموعه‌های نجاتم بده (۲۰۱۷) و وکیل بی‌قانون (۲۰۱۸) اشاره کرد. او با ایفای نقش در مشکلی نیست که خوب نباشی (۲۰۲۰) به شهرت رسید.

## فیلم‌شناسی

### فیلم
| سال  | عنوان                               | نقش           | توضیحات                     | منابع         |
| ---- | ----------------------------------- | ------------- | --------------------------- | ------------- |
| ۲۰۱۳ | عشق                                 | مین جو        | فیلم کوتاه                  | [ ۲ ]         |
| ۲۰۱۵ | تخت پادشاهی                         | ملکه جونگ‌سون  |                             | [ ۳ ]         |
| ۲۰۱۵ | دایره جنایی                         | کانگ یو شین   |                             | [ ۴ ]         |
| ۲۰۱۶ | سوندال: مردی که رودخانه را فروخت    | گیو یونگ      |                             | [ ۵ ]         |
| ۲۰۱۷ | راه دیگر                            | جونگ وون      |                             | [ ۶ ]         |
| ۲۰۱۷ | برادران                             | سا را         | حضور ویژه                   | [ ۷ ]         |
| ۲۰۱۸ | با من بمان                          | یون سو        | فیلم واقعیت مجازی چهار بعدی | [ ۸ ] [ ۹ ]   |
| ۲۰۱۹ | هشدار: اجرا نکن                     | می جونگ       |                             | [ ۱۰ ]        |
| ۲۰۱۹ | فیزیک کوانتومی: ریسک یک زندگی شبانه | سونگ اون یونگ |                             | [ ۱۱ ]        |
| ۲۰۲۱ | یادآوری                             | سو جین        |                             | [ ۱۲ ] [ ۱۳ ] |

### مجموعه تلویزیونی
| سال  | عنوان                             | نقش            | توضیحات                | منابع  |
| ---- | --------------------------------- | -------------- | ---------------------- | ------ |
| ۲۰۱۳ | ستاره سیب‌زمینی ۲۰۱۳کیوآر۳         | نو سو یونگ     |                        | [ ۱۴ ] |
| ۲۰۱۴ | خاطرات نگهبان شب                  | پارک سو ریون   |                        | [ ۱۵ ] |
| ۲۰۱۴ | درامای ویژه کی‌بی‌اس: «سه زن فراری» | سو جی          | درام تک قسمتی          | [ ۱۶ ] |
| ۲۰۱۴ | دراما فستیوال: «گابن»             | کیونگ هی       | درام تک قسمتی          | [ ۱۷ ] |
| ۲۰۱۵ | پدر نمونه یول                     | هوانگ جی هه    |                        | [ ۱۸ ] |
| ۲۰۱۵ | آخرین                             | شین نا را      |                        | [ ۱۹ ] |
| ۲۰۱۶ | مدرسه موریم                       | شیم سون دوک    |                        | [ ۲۰ ] |
| ۲۰۱۶ | خانم اوه دیگر                     | اوه سو هی      | حضور افتخاری (قسمت ۱۵) | [ ۲۱ ] |
| ۲۰۱۶ | هوارانگ: جوانان جنگجوی شاعر       | پرنسس سوک‌میونگ |                        | [ ۲۲ ] |
| ۲۰۱۷ | نجاتم بده                         | ایم سانگ می    |                        | [ ۲۳ ] |
| ۲۰۱۸ | وکیل بی‌قانون                      | ها جه یی       |                        | [ ۲۴ ] |
| ۲۰۲۰ | مشکلی نیست که خوب نباشی           | کو مون یونگ    |                        | [ ۲۵ ] |
| ۲۰۲۲ | حوا                               | لی را ال       |                        | [ ۲۶ ] |